# Sonate voor cello solo (Holmboe)
Sonate voor cello solo is een compositie van Vagn Holmboe.
Naast sonates voor nichevreemde muziekinstrumenten zoals de Sonate voor fluit solo schreef hij ook sonates voor meer gangbare instrumenten als de cello. Hij combineerde daarin de sonates uit de barok voor wat betreft titels van de diverse delen en het temperament van muziek van de Balkan waarmee Holmboe in de loop der jaren steeds meer affiniteit mee had, mede door zijn Roemeense vrouw. Het werk begint met een prelude (Præludio: Tempo giusto). Deel 2 komt in de gedaante van een moderne fuga (Fugare: Allegro risoluto). Deel 3 is een rondo (Introduzione: Adagio – Finale: Allegro giocoso}.
Dacapo Records nam deze cellosonate op in het kader van twee uitgaven van vergeten kamermuziek van de Deense componist. 